# Michael Grant Terry
Michael Grant Terry est un acteur et producteur américain, né le 30 août 1984 à Philadelphie (Pennsylvanie).
Il est principalement connu pour son rôle de Wendell Bray dans la série télévisée Bones.

## Biographie
Michael a grandi à Philadelphie. Il est le fils de Will et Holly Terry. Son père était professeur d'anglais à la Germantown Friends School (en) et sa mère, professeur également, à la Plymouth Meeting Friends School. Il est le plus jeune d'une fratrie de trois enfants. Il étudie la cinématographie et le théâtre à l’Emerson College, à Boston puis il est diplômé de la Germantown Friends School.
Durant l'été 2002, il devient apprenti au prestigieux Williamstown Theatre Festival (en), où il travaille sur de nombreuses productions. Peu de temps après, il déménage à Los Angeles où il travaille avec l'acteur Noah Wyle à la Blank Theater Company.
À Los Angeles, il devient membre de la Brimmer Street Theatre Company. En juillet 2012, il est la vedette d’All Your Hard Work, écrit par Miles Brandman et réalisé par Michael Matthews.

### Carrière
Il a été pour la première fois crédité à l'écran en 2005, dans un épisode de la série télévisée Veronica Mars. Il a depuis joué dans quelques courts-métrages, films et a fait de nombreuses apparitions dans d'autres séries télévisées.
En 2007, il obtient le rôle de Wendell Bray dans la série télévisée Bones et développe une certaine notoriété qui le fait connaître davantage dans le milieu.

## Filmographie
Sauf indication contraire, les informations mentionnées dans cette section peuvent être confirmées par la base de données cinématographiques IMDb,  présente dans la section « Liens externes ».

### Cinéma

#### Longs métrages
- 2007 : Wasting Away (en) de Matthew Kohnen : Tim
- 2009 : The Assistants de Steve Morris : Carl Dresden
- 2009 : Post Grad de Vicky Jenson : College Grad
- 2017 : Traquées (The Archer) de Valerie Weiss : Michael Patrice

#### Courts métrages
- 2007 : The Son of Sam's Daughter de Mimi Zora : Ben
- 2007 : Roman Candles de Christian Carroll : Dan
- 2012 : Byron's Theme de Bennett Barbakow : Nick
- 2014 : Licking Lemons de Rebecca Field : Don
- 2015 : A Lonely Crate: In a Deep Hole de Miles Brandman : Ritchie

### Télévision

#### Téléfilms
- 2014 : Cookie Connection (The Cookie Mobster) de Kevin Connor : agent Wilcott
- 2017 : The Legend of Master Legend de James Ponsoldt : Slug
- 2021 : Mistletoe in Montana de Kellie Martin : Freddy James

#### Séries télévisées
- 2005 : Cold Case : Affaires classées : l'étudiant Penn (saison 3, épisode 6 - sans dialogue)
- 2005 : South of Nowhere : Will (saison 1, épisode 6)
- 2005 : DOS : Division des opérations spéciales : un garçon américain (saison 1, épisode 14)
- 2006 : Veronica Mars : Sully (saison 3, épisode 7)
- 2006 : Les Experts : Manhattan : Matt Huxley (saison 3, épisode 9)
- 2007 : Honesty : Boss (saison 1, épisode 6)
- 2008 : FBI : Portés disparus : Daniel Ellerbe (saison 6, épisode 12)
- 2008 : Eleventh Hour : Lenny Reese (saison 1, épisode 9)
- 2008-2017 : Bones : Wendell Bray (42 épisodes)
- 2010 : The Defenders : Jeff Howard (saison 1, épisode 3)
- 2010 : Esprits criminels : Chris Salter (saison 6, épisode 7)
- 2011 : The Closer : L.A. enquêtes prioritaires : Chris Wycott (saison 7, épisode 5)
- 2011 : Les Experts : Ryan Thomas (saison 12, épisode 3)
- 2012 : Castle : Jordan Norris (saison 4, épisode 12)
- 2012 : US Marshals : Protection de témoins : Brockton Jr. (saison 5, épisode 1)
- 2012-2013 : Grimm : Ryan Smulson (4 épisodes)
- 2013 : NCIS : Enquêtes spéciales : Teddy Lemere (saison 10, épisode 18)
- 2014 : Stalker : Kurt Wild (saison 1, épisode 1)
- 2015 : Stitchers : Scott (saison 1, épisode 3)
- 2015 : NCIS : Nouvelle-Orléans : Toby Fontaine (saison 2, épisode 9)
- 2020 : Errands : Kieron (épisode spécial de Noël)
- 2021 : Roswell, New Mexico : Jordan Bernhardt (3 épisodes)
- 2023 : Grey's Anatomy : Station 19 : officier Jones (saison 6, épisode 7)
- 2023 : Keith vs : Mike (web-série - saison 1, épisode 1)
- 2024 : How to Destroy Everything : l'homme en colère et l'avocat optimiste (série de podcast - saison 1, épisodes 6 et 7)

#### Séries d'animation
- 2022 : American Dad : rôle inconnu (saison 17, épisode 12)

### Jeu vidéo
- 2018 : Speak of the Devil VR : Brian (voix originale)

## Voix françaises
En France, Nicolas Beaucaire est la voix française régulière de Michael Terry.
Au Québec, l'acteur n'a pas de voix française régulière.
En France
| - Nicolas Beaucaire, dans : - Bones - The Defenders - Les Experts - Castle - Grimm - NCIS : Enquêtes spéciales - Cookie Connection (téléfilm) - NCIS : Nouvelle-Orléans - Traquées (film) | - Donald Reignoux dans : (les séries télévisées) - FBI : Portés disparus - Esprits criminels et aussi - Benoît DuPac dans South of Nowhere (série télévisée) - Gwenaël Sommier dans DOS : Division des opérations spéciales (série télévisée) - Romain Redler dans The Closer : L.A. enquêtes prioritaires (série télévisée) - Arnaud Laurent dans US Marshals : Protection de témoins (série télévisée) - Philippe Bozo dans Grey's Anatomy : Station 19 (série télévisée) |

Au Québec